# ویلسون بتل
ویلسون بتل (انگلیسی: Wilson Bethel؛ زادهٔ ۲۴ فوریهٔ ۱۹۸۴) یک هنرپیشه، و فیلم‌نامه‌نویس اهل ایالات متحده آمریکا است. وی از سال ۲۰۰۴ میلادی تاکنون مشغول فعالیت بوده‌است.
او در فیلم انتقام وایات ارپ ایفای نقش کرده‌است.